# 프랑스 갈
프랑스 갈(프랑스어: France Gall, 본명:Isabelle Geneviève Marie Anne Gall, 1947년 10월 9일 ~ 2018년 1월 7일)은 프랑스의 가수이다.
프랑스 파리에서, 작사가 로베르 갈(Robert Gall)과 파리나무십자가 소년합창단의 공동 창설자 폴 베르티에(Paul Berthier)의 딸인 세실 베르티에(Cécile Berthier) 사이에서 태어났다. 일찍이 가족의 영향을 받아 1963년 16세 생일에 세르주 갱스부르 작곡의 《Ne sois pas si bête》를 발표, 정식으로 가수 활동을 하게 된다.
1965년 룩셈부르크 대표로 유로비전 송 콘테스트에 출전, 갱스부르 작곡의 《Poupée de cire, poupée de son》을 불러 우승하였고 이를 계기로 스타덤에 오르게 된다. 그 후 1966년에서 70년대 초반까지 프랑스 내에서의 활동은 줄고 독일을 포함한 유럽 국가들에서 활동을 했으며, 1973년 가수이자 작곡가인 배우자 미셸 베르제(Michle Berger)를 만나 프랑스에서의 활동을 재개하였다. 베르제를 만나고 난 후부터 기존의 예-예 풍의 노래에서 벗어나 팝음악 풍의 노래를 부르게 된다. 1970년대 후반에는 가수 활동뿐만 아니라 뮤지컬에도 참여하게 되는데, 바로 뤼크 플라몽동(Luc Plamondon) 작사, 미셸 베르제 작곡의 프랑스 최초 뮤지컬 스타마니아(Starmania)이다.
1980년대에도 갈의 활동은 계속되었다. 컬러 텔레비전이 일반화되면서 《Débranche》, 《Babacar》, 《Ella, elle l'a》, 《Evidemment》, 《Papillon de nuit》, 《La chanson d'Azima》 등과 같은 많은 뮤직비디오들이 나왔으며 몇 개의 콘서트를 가졌다. 1980년대에는 특히 엘라 피츠제럴드를 향한 존경을 담은 《Ella, elle l'a》가 유명하다.
1992년 갈과 미셸 베르제의 첫 합동 앨범 《Double Jeu》를 끝으로 베르제는 심장마비로 죽고 프랑스 갈 혼자서 가수 활동을 계속하다가 1997년 첫째 딸 폴린(Pauline)이 죽은 후로는 활동이 거의 없었다. 2018년 1월 7일, 파리 근교 Neuilly의 병원에서 2년여간의 암 투병과 관련된 합병증으로 인해 향년 72세를 일기로 숨졌다.